# Мальтійська декларація (Європейський Союз)
Мальті́йська деклара́ція — декларація, зроблена 3 лютого 2017 року під час європейської міграційної кризи лідерами Європейського Союзу на Мальті, яка на той час перебувала на шестимісячному ротаційному головуванні в Європейському Союзі, яка зосереджується на заходах, спрямованих на зупинення потоку імміграція з Лівії до Італії та Європейського Союзу.
У 2016 році на Центрально-Середземноморському шляху загинуло понад 4500 людей, а цим шляхом прибуло понад 181 000 нелегальних мігрантів.
Високопоставлений дипломат ЄС зазначив, що це довгострокова стратегія.
У декларації зазначається, що «зусилля зі стабілізації Лівії зараз важливіші, ніж будь-коли, і ЄС зробить усе можливе, щоб сприяти цій меті», і що «з огляду на те, що сотні вже втратили життя у 2017 році та наближається весна, [ЄС] налаштований вжити додаткових заходів для значного скорочення міграційних потоків центрально-середземноморським маршрутом і зламати бізнес-модель контрабандистів».

## План
План включав посилення навчання та оснащення лівійської берегової охорони, подальші зусилля з блокування контрабандних маршрутів, збільшення діяльності з допомоги у добровільному поверненні, активізацію участі ЄС у державах поблизу Лівії, підтримку місцевих громад на міграційних шляхах і в прибережних районах для покращення їх соціально-економічної ситуації.
У декларації також проголошується необхідність забезпечити «адекватні можливості та умови прийому» в Лівії для мігрантів у співпраці з УВКБ ООН та МОМ.
Європейська комісія надала 200 мільйонів євро додаткового фінансування для реалізації декларації.